# Sân bay Vanga
Sân bay Vanga (ICAO: FZCD) là một sân bay ở Vanga, Cộng hòa Dân chủ Congo.